# Joško Kreković
Joško Kreković (ur. 17 kwietnia 1969 w Spilcie) - były chorwacki piłkarz wodny, zdobywca srebrnego medalu Igrzysk Olimpijskich w Atlancie.